# Milton Setrini Júnior
Milton Setrini Júnior, detto Carioquinha (San Paolo, 4 gennaio 1951), è un ex cestista e allenatore di pallacanestro brasiliano.

## Carriera
Con il Brasile ha disputato due edizioni dei Giochi olimpici (Mosca 1980, Los Angeles 1984) e tre dei Campionati mondiali (1974, 1978, 1982).